# Douzhi
El douzhi (豆汁; en pinyin: dòuzhī) o llet de fesol xinès és un plat de la cuina pequinesa. És semblant a la llet de soia, però fet amb fesol xinès. És un subproducte de la producció de fideus cel·lofana. Sol ser lleugerament agre, amb aroma semblant al de l'ou.